# Luisão
Ânderson Luís da Silva (sinh ngày 13 tháng 2 năm 1981), hay còn gọi là Luisão (nghĩa đen là "Luís Lớn"), là một cựu cầu thủ bóng đá người Brasil chơi ở vị trí trung vệ.
Hầu hết trong sự nghiệp chuyên nghiệp của mình anh chơi cho Benfica, mà anh xuất hiện trong hơn 300 trận chính thức, giành bảy danh hiệu lớn.
Là một cầu thủ Brasil hơn 40 lần, Luisão xuất hiện cho quốc gia này trong hai kỳ World Cup và ba giải đấu Copa América.

## Thống kê sự nghiệp

### Câu lạc bộ
Tính đến ngày 30 tháng 9 năm 2015
| Benfica                                 | 2003–04   | 15  | 3  | 3  | 1 | —  | — | 4   | 0  | 22  | 4  |
| Benfica                                 | 2004–05   | 29  | 2  | 3  | 0 | —  | — | 9   | 0  | 41  | 2  |
| Benfica                                 | 2005–06   | 31  | 1  | 4  | 0 | —  | — | 10  | 1  | 45  | 2  |
| Benfica                                 | 2006–07   | 17  | 2  | 2  | 0 | —  | — | 10  | 0  | 29  | 2  |
| Benfica                                 | 2007–08   | 19  | 3  | 4  | 1 | 3  | 0 | 9   | 0  | 35  | 4  |
| Benfica                                 | 2008–09   | 21  | 2  | 3  | 1 | 5  | 0 | 4   | 1  | 33  | 4  |
| Benfica                                 | 2009–10   | 28  | 4  | 0  | 0 | 5  | 1 | 12  | 1  | 45  | 6  |
| Benfica                                 | 2010–11   | 23  | 1  | 7  | 2 | 2  | 0 | 14  | 3  | 46  | 6  |
| Benfica                                 | 2011–12   | 25  | 1  | 2  | 0 | 2  | 0 | 12  | 1  | 41  | 2  |
| Benfica                                 | 2012–13   | 18  | 1  | 5  | 0 | 1  | 0 | 9   | 0  | 33  | 1  |
| Benfica                                 | 2013–14   | 28  | 1  | 5  | 1 | 1  | 1 | 15  | 3  | 49  | 6  |
| Benfica                                 | 2014–15   | 30  | 4  | 2  | 0 | 2  | 0 | 5   | 0  | 39  | 4  |
| Benfica                                 | 2015–16   | 6   | 0  | 0  | 0 | 0  | 0 | 2   | 0  | 8   | 0  |
| Tổng cộng                               | Tổng cộng | 290 | 25 | 40 | 6 | 21 | 2 | 115 | 10 | 466 | 43 |
| 1Bao gồm Supertaça Cândido de Oliveira. |           |     |    |    |   |    |   |     |    |     |    |

### Thi đấu quốc tế

#### Đội tuyển quốc gia
| Đội tuyển quốc gia | Năm       | Trận | Bàn |
| ------------------ | --------- | ---- | --- |
| Brasil             | 2001      | 1    | 0   |
| Brasil             | 2003      | 8    | 0   |
| Brasil             | 2004      | 7    | 1   |
| Brasil             | 2005      | 3    | 0   |
| Brasil             | 2006      | 2    | 1   |
| Brasil             | 2007      | 1    | 0   |
| Brasil             | 2008      | 6    | 0   |
| Brasil             | 2009      | 11   | 1   |
| Brasil             | 2010      | 3    | 0   |
| Brasil             | 2011      | 2    | 0   |
| Tổng cộng          | Tổng cộng | 44   | 3   |

#### Bàn thắng quốc tế
| # | Ngày                 | Địa điểm                                             | Đối thủ   | Bàn thắng | Kết quả | Giải đấu                 |
| - | -------------------- | ---------------------------------------------------- | --------- | --------- | ------- | ------------------------ |
| 1 | 25 tháng 7 năm 2004  | Sân vận động Quốc gia, Lima, Peru                    | Argentina | 2–2       | Hòa     | Copa América 2004        |
| 2 | 15 tháng 11 năm 2006 | St. Jakob-Park, Basel, Thụy Sĩ                       | Thụy Sĩ   | 2–1       | Thắng   | Giao hữu                 |
| 3 | 5 tháng 9 năm 2009   | Sân vận động Gigante de Arroyito, Rosario, Argentina | Argentina | 3–1       | Thắng   | Vòng loại World Cup 2010 |